# دخف
الدخف (الاسم العلمي: Arisaema)، جنس كبير ومتنوع من فصيلة اللوفية. أكبر تركيز للأنواع في الصين واليابان، مع وجود الأنواع الأخرى الأصلية في أجزاء أخرى من جنوب آسيا وجنوب الجزيرة العربية وكذلك شرق ووسط أفريقيا والمكسيك وشرق أمريكا الشمالية.